# Сукума (мова)
Сукума, кісукума, гве (сукума — північні люди) — мова групи банту в Танзанії, поширена в саванах південного узбережжя озера Вікторія, утворює діалектний континуум з мовами ньямвезі, ірамба і ньятуру. Діалекти: власне сукума і кійа.